# Кипренский, Орест Адамович
Оре́ст Ада́мович Кипре́нский (13 [24] марта 1782, Нежинская, Санкт-Петербургская губерния — 12 [24] октября 1836, Рим) — русский живописец и график, последователь романтизма, один из самых знаменитых портретистов александровской и николаевской эпох; исторический живописец по образованию, создатель канонического портрета поэта Александра Пушкина. Академик (с 1812) и профессор (с 1831) Императорской Академии художеств.

## Биография

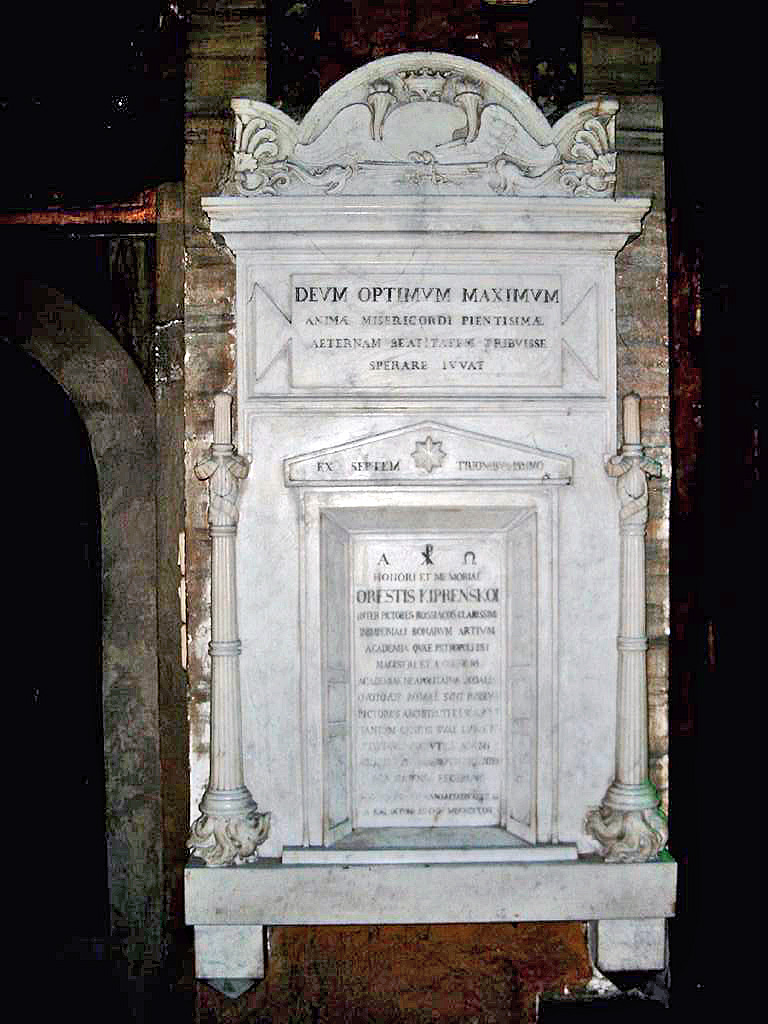
Надгробие Кипренскому в церкви Сант-Андреа-делле-Фратте в Риме

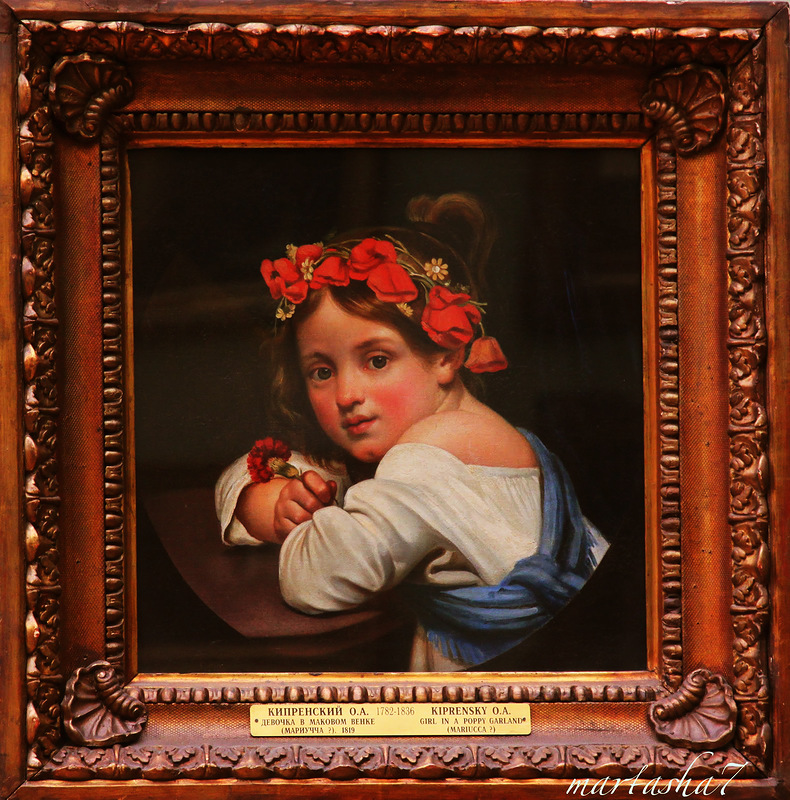
Картина Ореста Кипренского «Девочка прекрасного лица в венке маковом с цветочком в руке», 1819

Кипренский — внебрачный сын отставного бригадира, помещика А. С. Дьяконова. Был крещён в Копорье, получил фамилию Копорский и отдан в семью крепостного Адама Карловича и Анны Гавриловны Швальбе.
Получив вольную в 1788 году, был зачислен в Воспитательное училище при Петербургской Академии художеств под фамилией Кипренский. Учился в академии до 1803 года. Его учителями были Григорий Угрюмов и Дмитрий Левицкий. Награждался медалями за успешные работы: малая серебряная (1800), большая серебряная (1801); две малые золотые медали (1802): одну — за программу «Юпитер и Меркурий посещают Филемона и Бавкиду» и вторую — за эскиз памятника покойному профессору скульптуры Михаилу Козловскому. Получил большую золотую медаль по задаче: «Представить Великого Князя Дмитрия Донского, когда по одержании победы над Мамаем, оставшиеся князья и прочие воины находят его в роще при последнем почти дыхании» (1805).
Получил в Академии аттестат 1-й степени и шпагу (1803) и был оставлен при Академии в качестве пансионера.
Получил звание академика (1812) за портреты: принца Петра Ольденбургского; лейб-гусарского полковника Евграфа Давыдова; шталмейстера князя Ивана Гагарина; коммерции советника Алексея Кусова. Назначен советником Императорской Академии художеств (1815). Профессор 2-й степени Академии художеств (1830).
Жил в Москве (1809–1811), Твери во дворце принцессы Ольденбургской (1811—1812), Петербурге (до 1809, 1812–1816, 1823–1828), а в 1816—1822 годах и с 1828 года по 1836 год — в Риме и Неаполе. Путешествовал по Швейцарии (1816), Франции и Германии (1822—1823). Приехав в Италию, брал в Болонье[уточнить] уроки перспективы у Анжело Тозелли.
С семьёй Фалькуччи связана история, наложившая отпечаток на судьбу художника. Анна-Мария Фалькуччи (род. около 1812) была дочерью итальянской красавицы-натурщицы, её детский портрет написан художником в 1819 году под названием «Девочка в маковом венке с гвоздикой в руке». Мать девочки позировала Кипренскому для картины «Анакреонова гробница», жила в доме художника и была близка с ним. «Однажды утром натурщицу нашли мёртвой. Она умерла от ожогов. На ней лежал холст, облитый скипидаром и подожжённый. Через несколько дней в городской больнице „Санта-Спирито“ умер от неизвестной болезни слуга Кипренского — молодой и дерзкий итальянец. Глухие слухи поползли по Риму. Кипренский утверждал, что натурщица убита слугой. Медлительная римская полиция начала расследование уже после смерти слуги и, конечно, ничего не установила. Римские обыватели, а за ними и кое-кто из художников открыто говорили, что убил натурщицу не слуга, а Кипренский. Рим отвернулся от художника. Когда он выходил на улицу, мальчишки швыряли в него камнями из-за оград и свистели, а соседи — ремесленники и торговцы — грозили убить. Кипренский не выдержал травли и бежал из Рима в Париж».
Уезжая из Италии в 1822 году, письменно обратился к кардиналу Гонзальви с просьбой определить девочку в монастырский пансион. И оставил деньги на воспитание сироты. «В Париже русские художники, бывшие друзья Кипренского, не приняли его. Слух об убийстве дошёл и сюда. Двери враждебно захлопывались перед ним. Выставка картин, устроенная им в Париже, была встречена равнодушно. Газеты о ней промолчали. Кипренский был выброшен из общества. Он затаил обиду. В Италию художник вернуться не мог, Париж не хотел его замечать. Чтобы снова взяться за кисть, Кипренский вспомнил о „покинутой родине, видевшей его расцвет и славу“». Покинув Париж в 1823 году, вернулся в Россию, провёл следующие пять лет в Санкт-Петербурге, где в конце 1824 года работал над графическим портретом Адама Мицкевича, а летом 1827 года — над живописным портретом Александра Пушкина.
В июне 1828 года вновь выехал в Италию, с этого времени начался второй итальянский период его творчества. Прибыв в Италию, сначала провёл несколько месяцев в Риме. С марта 1829 года по апрель 1832 года жил и работал в Неаполе, где поселился в одном доме с пейзажистом Сильвестром Щедриным. В Неаполе в 1831 году Кипренским была создана картина «Читатели газет», которая написана по заказу графа Дмитрия Шереметева.
В июле 1836 года женился на бывшей сироте, некогда определённой им в монастырский пансион, а к тому времени 24-летней Анне-Марии Фалькуччи. Для этого ему предварительно пришлось принять католичество. Через три месяца после заключения брака Кипренский скончался в Риме 17 октября 1836 года от воспаления лёгких и был погребён в церкви Сант-Андреа-делле-Фратте. Над надгробием стоит стела с латинской надписью: «В честь и в память Ореста Кипренского, самого знаменитого среди русских художников, профессора Императорской Петербургской академии художеств и члена Неаполитанской академии, поставили на свои средства русские художники, архитекторы и скульпторы, сколько их было в Риме, оплакивая безвременно угасший светоч своего народа и столь добродетельную душу…».
Дочь художника Клотильда родилась уже после смерти Кипренского.
Памятник знаменитому художнику на его родине в деревне Нежново установлен 24 марта 2017 года. Его авторы — члены Союза художников, выпускники Академии художеств имени И. Е. Репина Дмитрий Щербаков и Сергей Сергеев.

## Творчество
Кипренский — первый по времени русский портретист XIX века. Его кисти принадлежит «Портрет А. К. Швальбе» (1804), которым он дебютировал как портретист. В Италии работу приняли за творение Рембрандта. В 1809 году создал «Портрет Е. В. Давыдова».
Наиболее известные произведения — портрет мальчика А. А. Челищева (1810—1811), портреты супругов Ростопчиных (1809) и Хвостовых (1814), хранящиеся в Третьяковской галерее, а также автопортрет (1808), изображения поэтов К. Н. Батюшкова (1815) в собраниях Пушкинского Дома в Петербурге, В. А. Жуковского (1816).
В 1827 году Кипренским по заказу Антона Дельвига был выполнен портрет Пушкина (весной того же года Пушкин позировал Василию Тропинину). Кипренский решил всю прелесть пушкинской поэзии вложить в его глаза и пальцы. Глазам художник сообщил почти недоступную человеку чистоту, блеск и спокойствие, а пальцам поэта придал нервическую тонкость и силу. На создание портрета поэт ответил посвящением Кипренскому:
Любимец моды легкокрылой,
Хоть не британец, не француз,
Ты вновь создал, волшебник милый,
Меня, питомца чистых муз, —
И я смеюся над могилой,
Ушед навек от смертных уз.
 
Себя как в зеркале я вижу,
Но это зеркало мне льстит.
Оно гласит, что не унижу
Пристрастья важных аонид.
Так Риму, Дрездену, Парижу
Известен впредь мой будет вид.
1831 год отмечен работами «Неаполитанская девочка с плодами» и «Читатели газет в Неаполе».

## Галерея

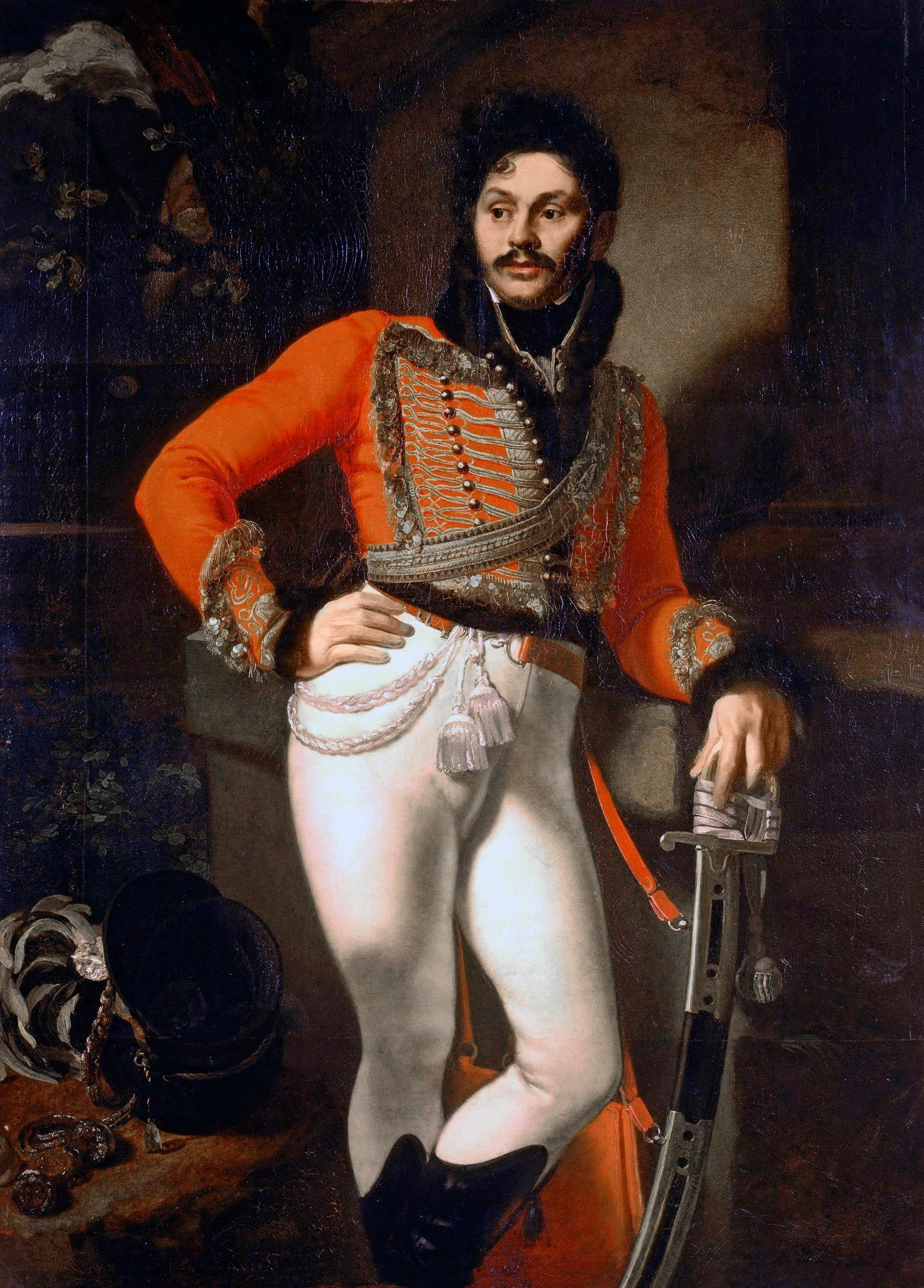
Портрет Е. В. Давыдова
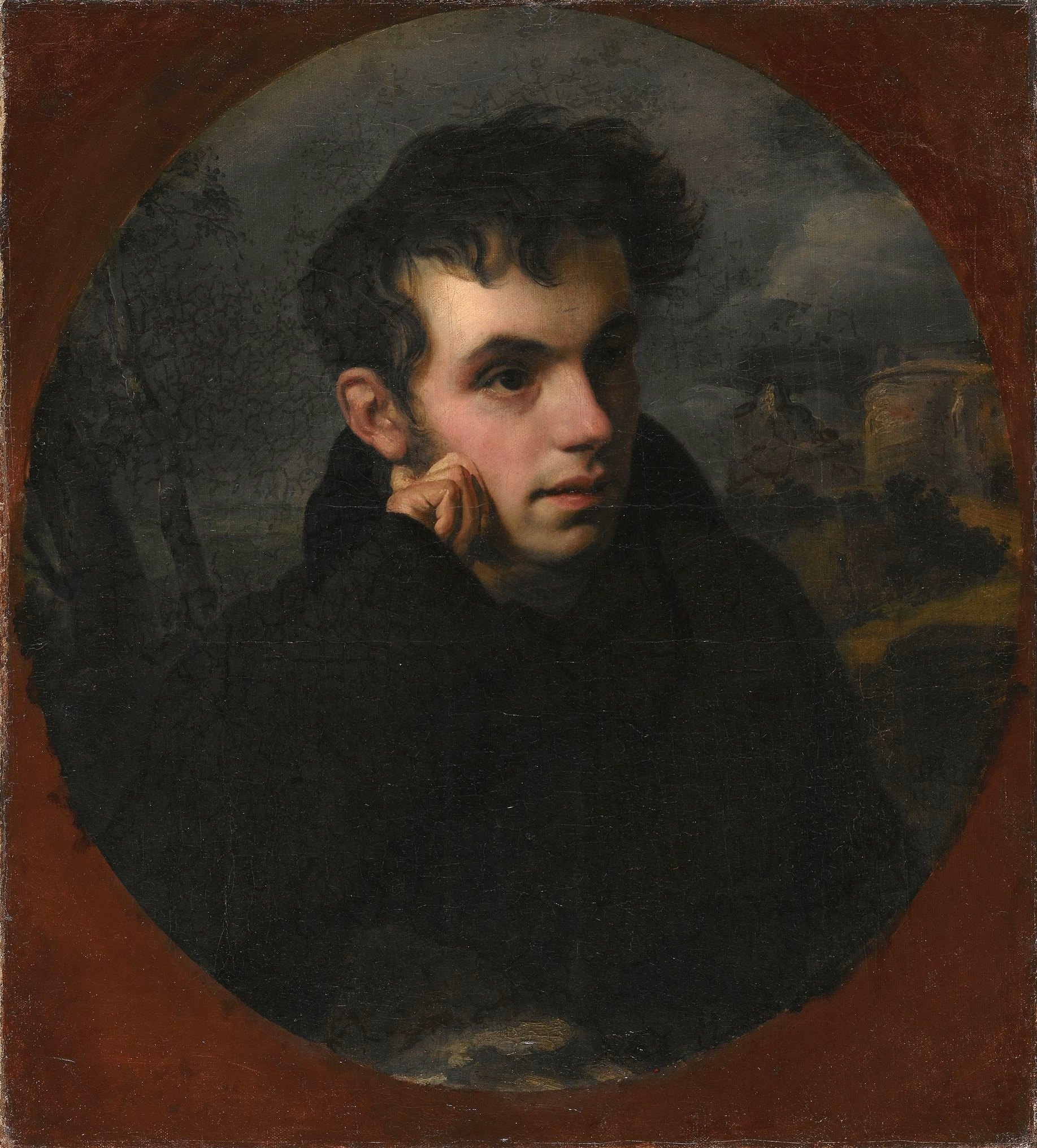
Портрет В. А. Жуковского
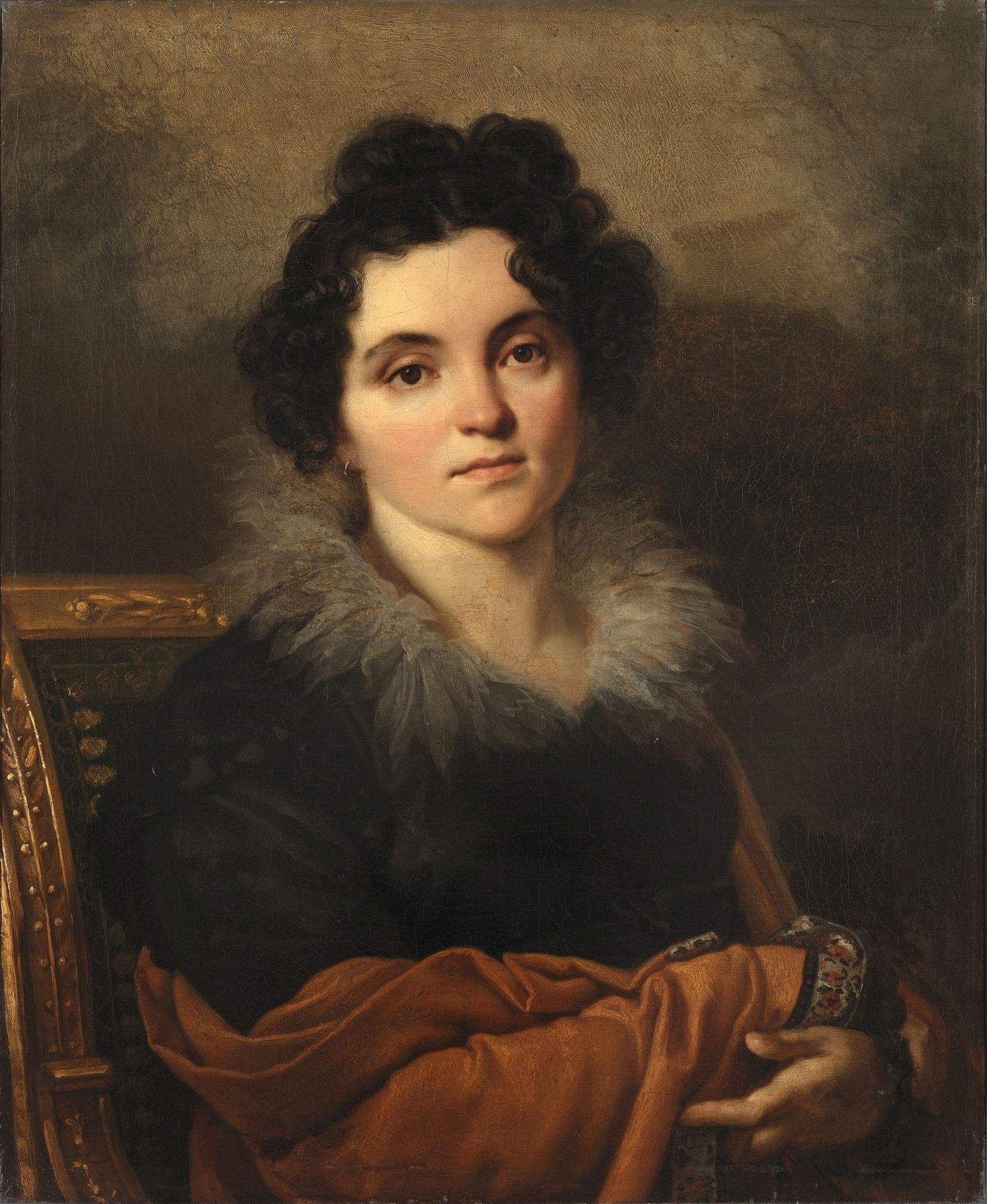
Портрет Д. Н. Хвостовой, жены В. С. Хвостова
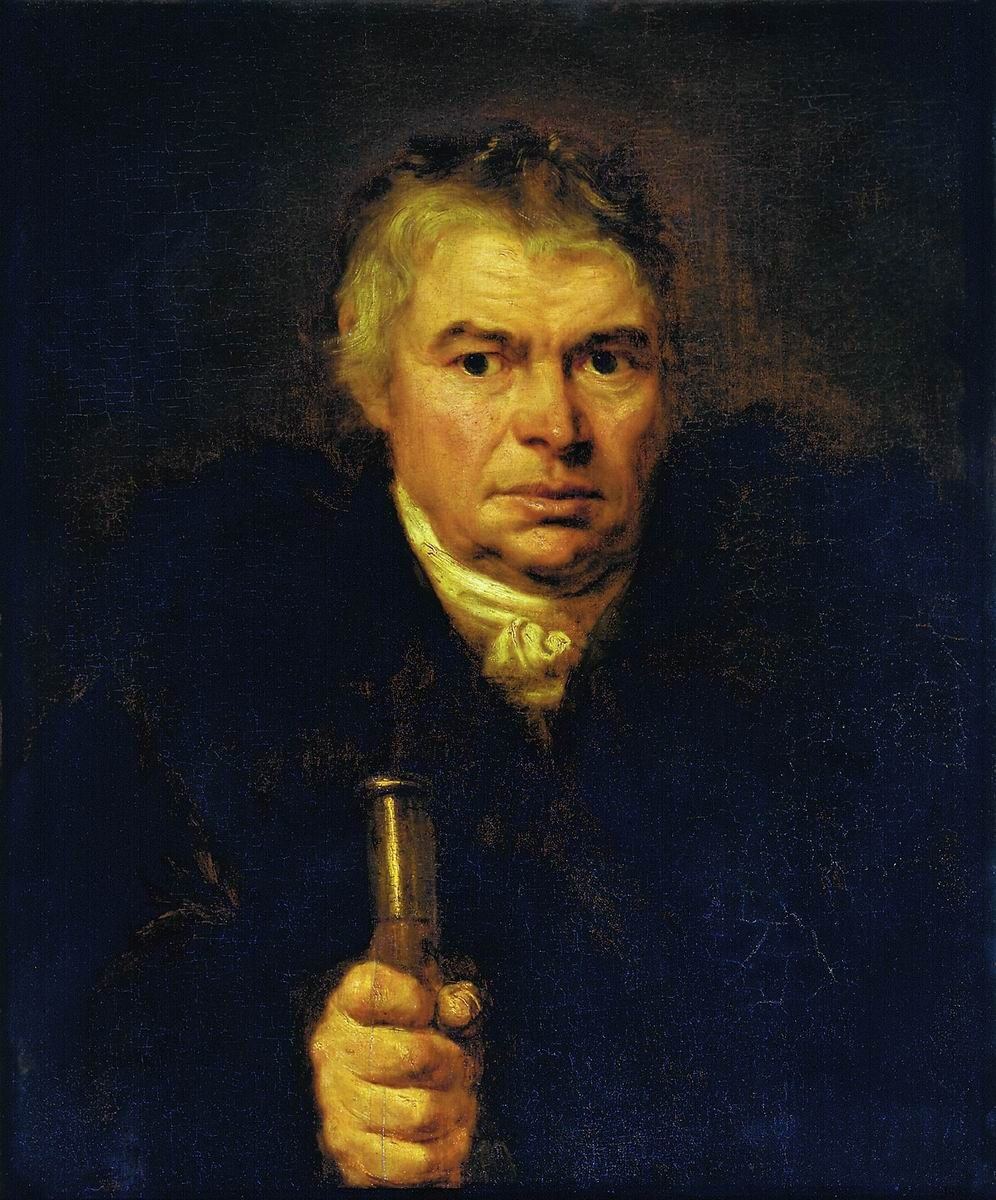
Портрет отца, А. К. Швальбе.
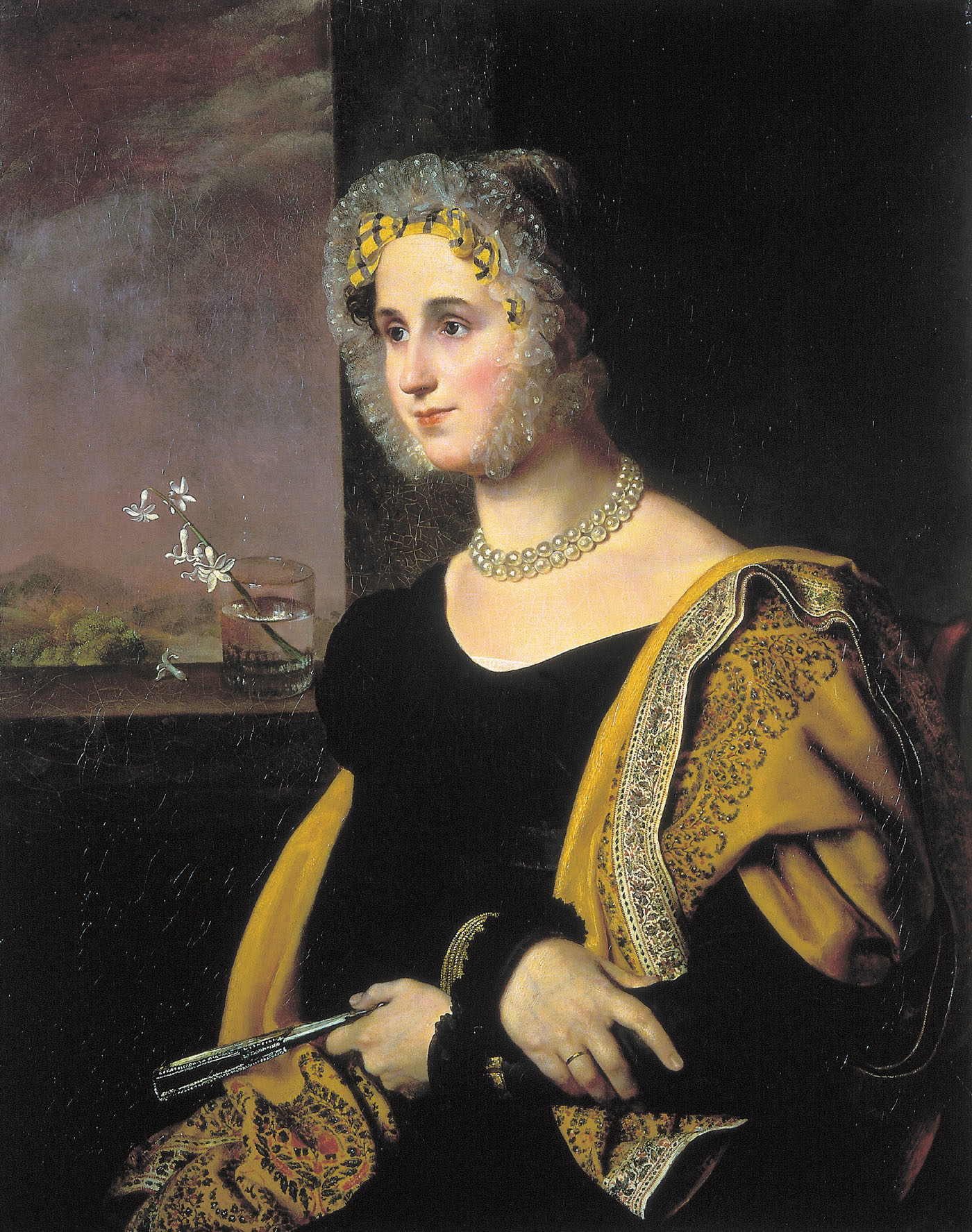
Портрет Екатерины Авдулиной, 1822.
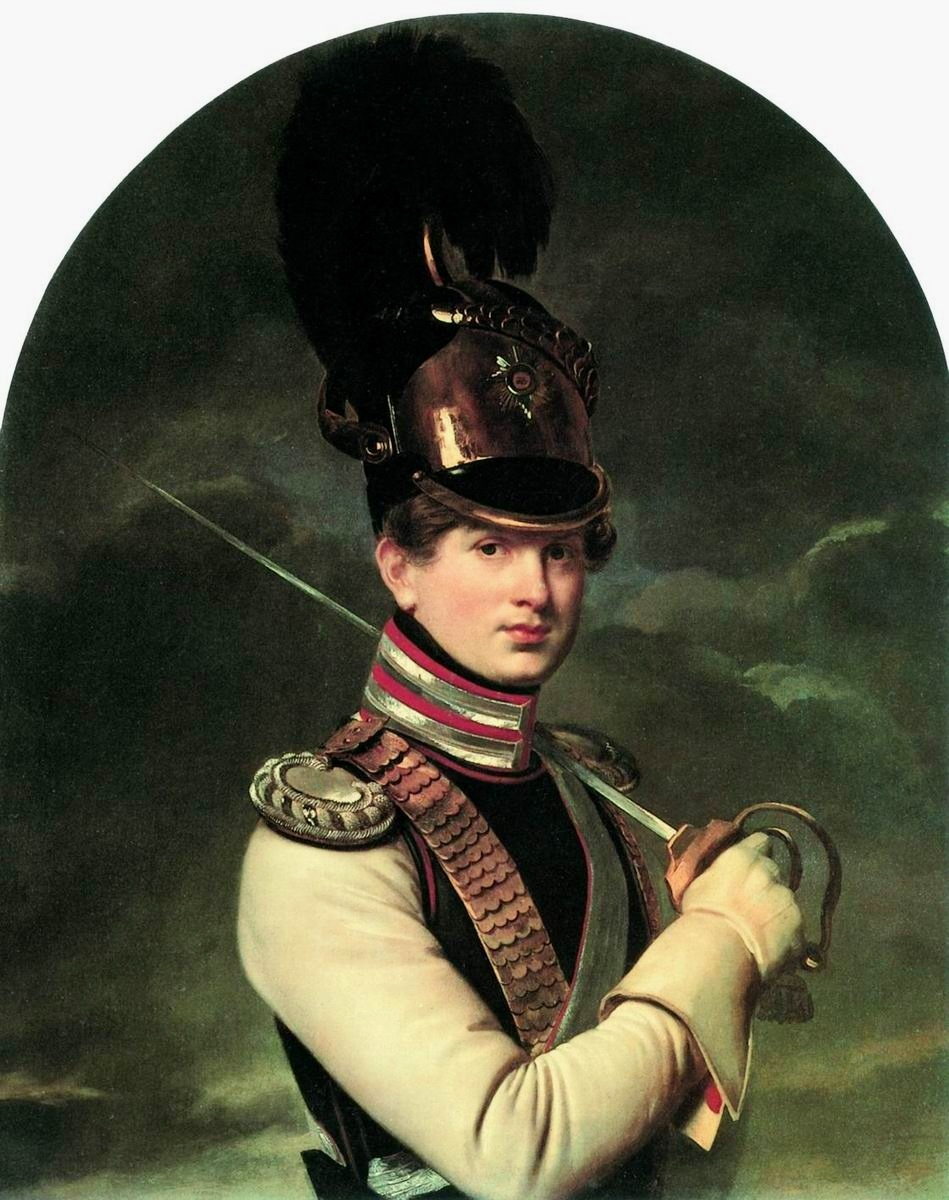
Портрет князя Н. П. Трубецкого, 1826
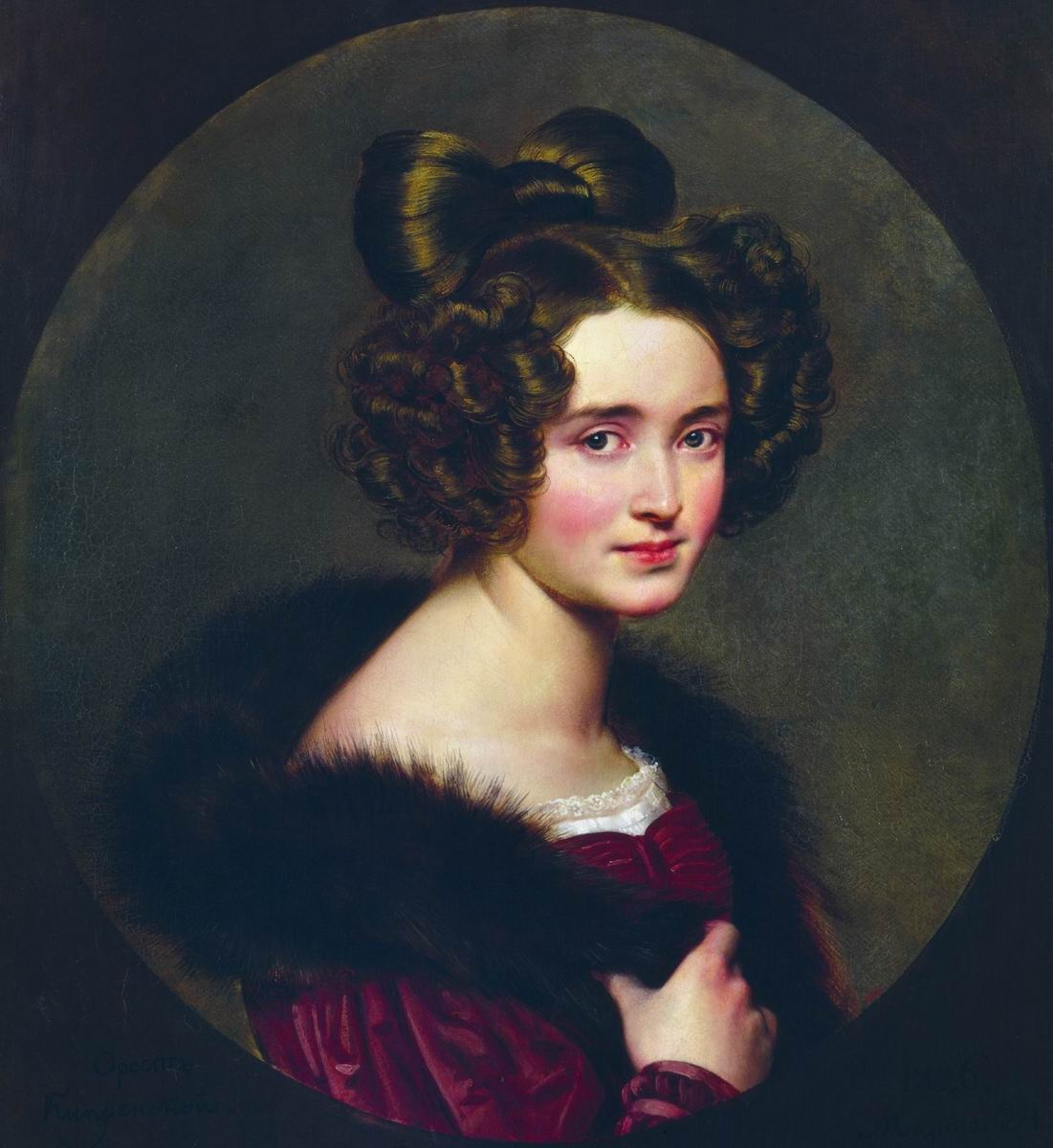
Портрет О. А. Рюминой, 1826
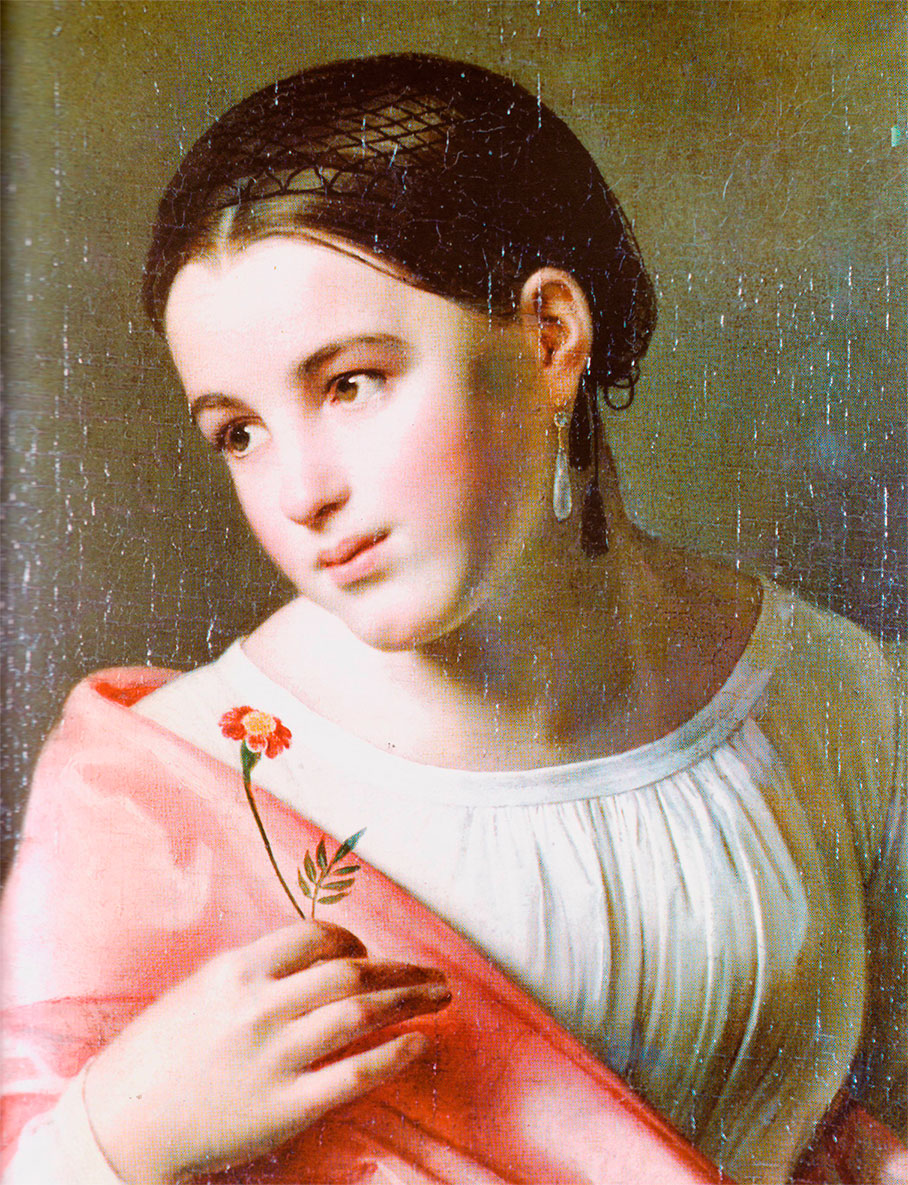
Бедная Лиза, 1827
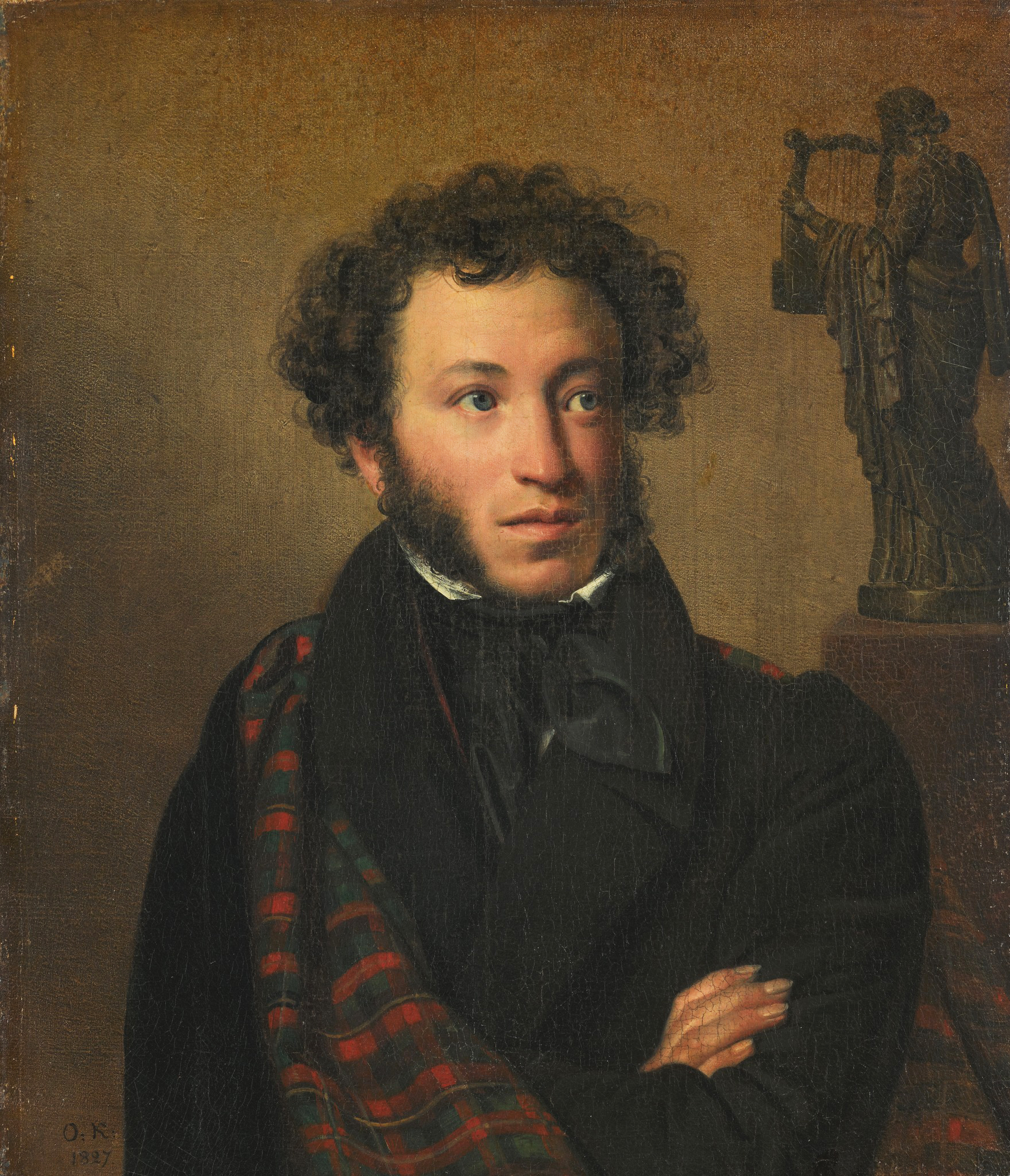
Портрет А. С. Пушкина, 1827
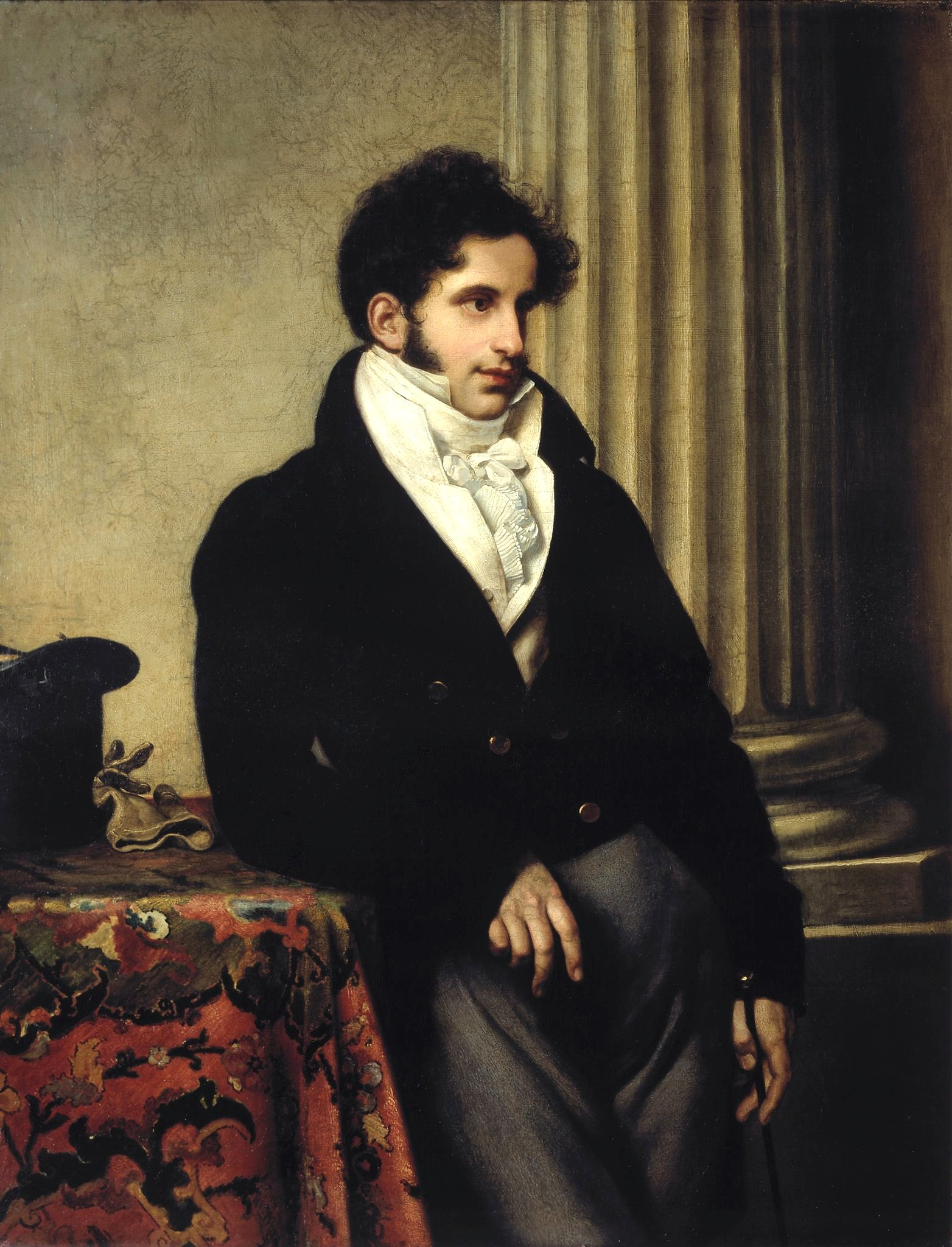
Портрет Сергея Уварова, 1815
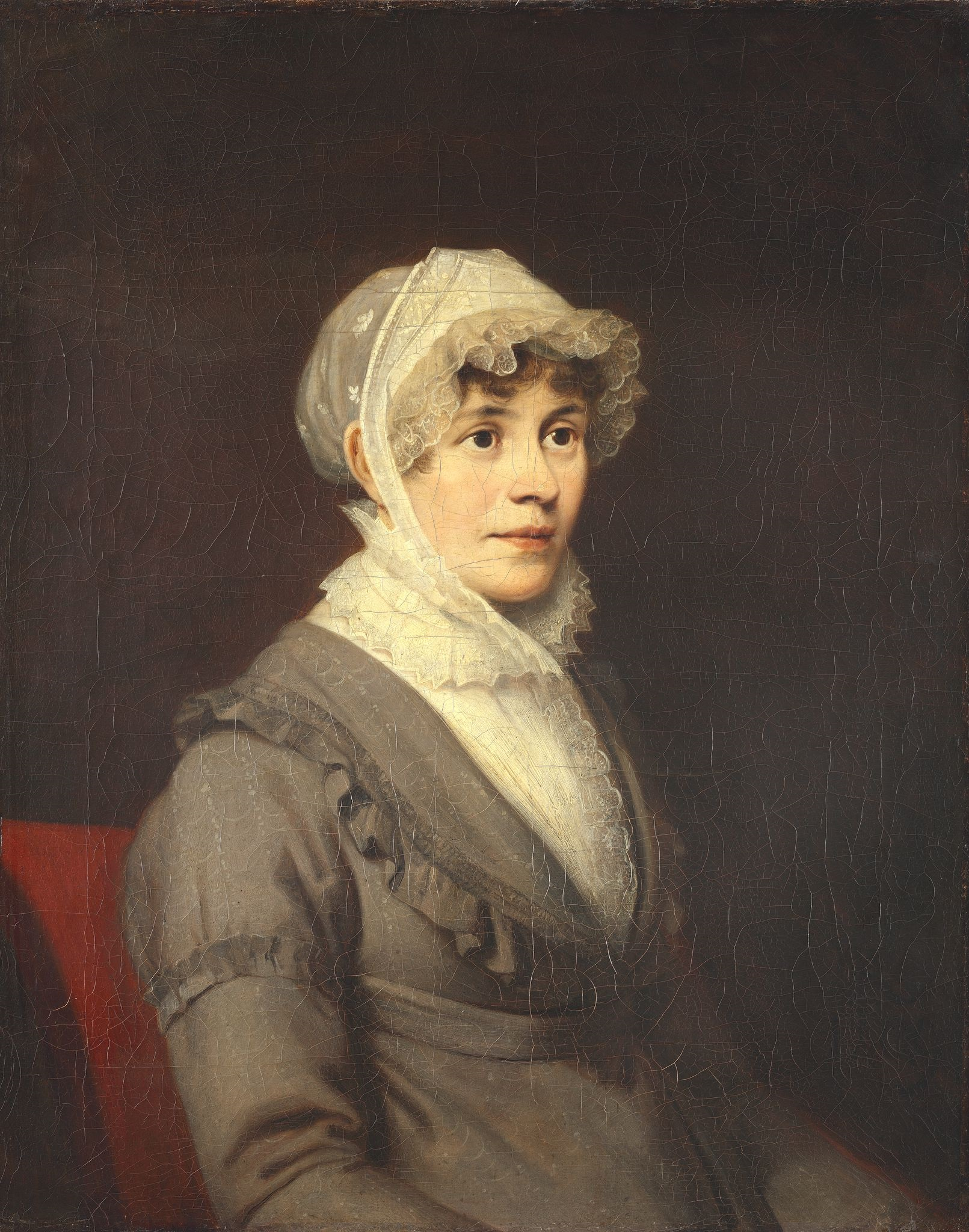
Портрет графини Екатерины Ростопчиной, 1809
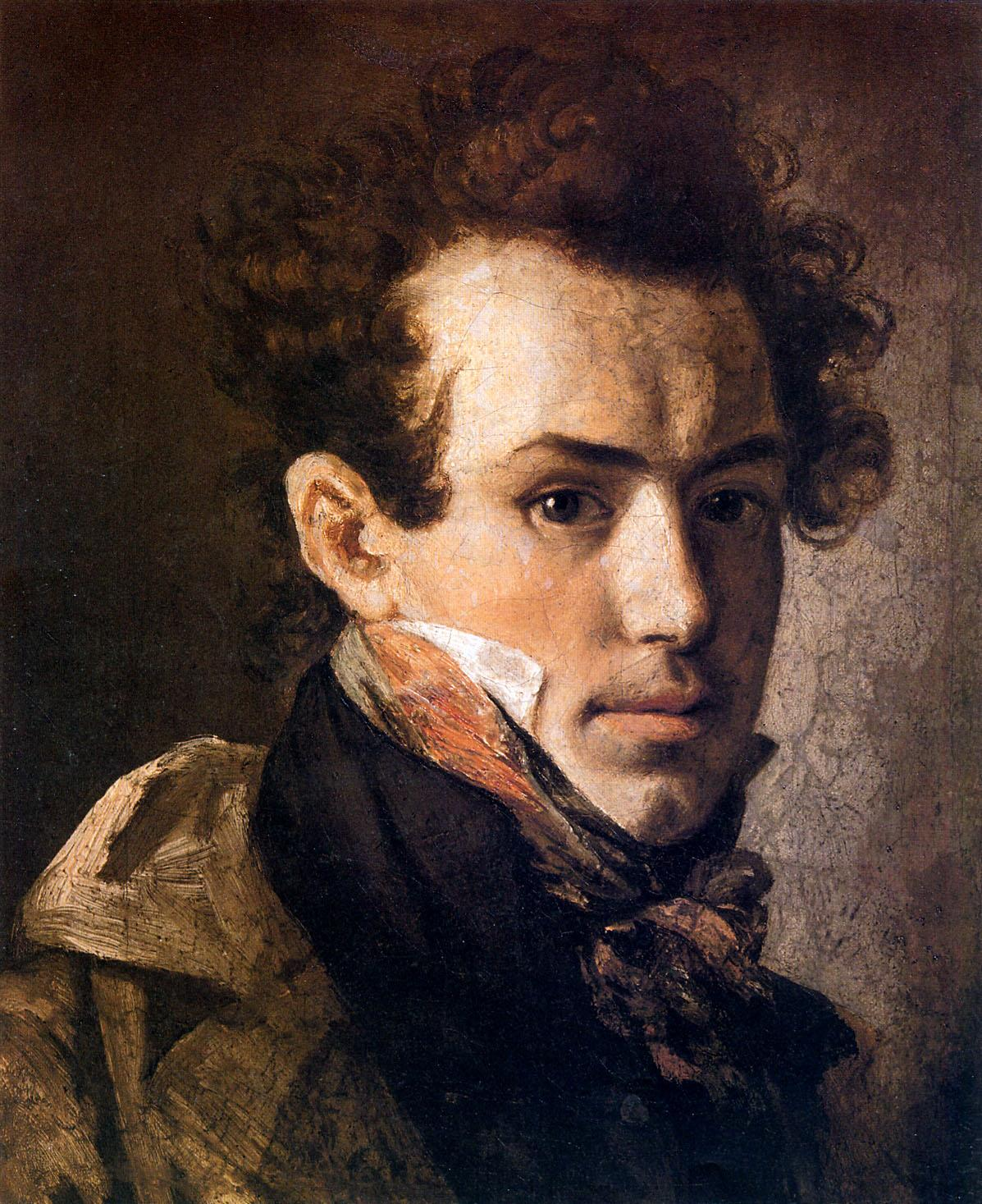
Портрет молодого человека в шейном платке (так называемый К. И. Альбрехт), 1816
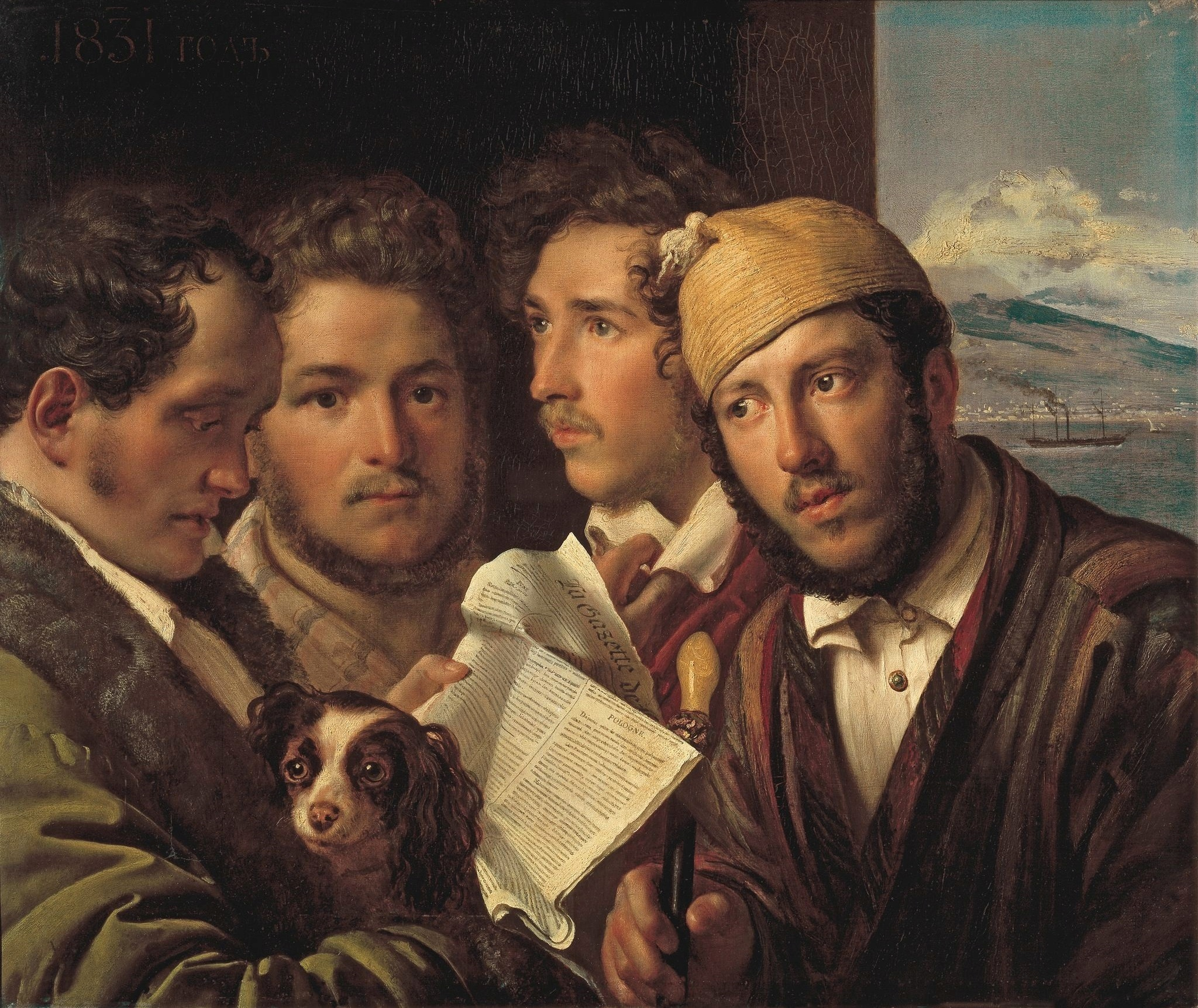
Читатели газет в Неаполе, 1831
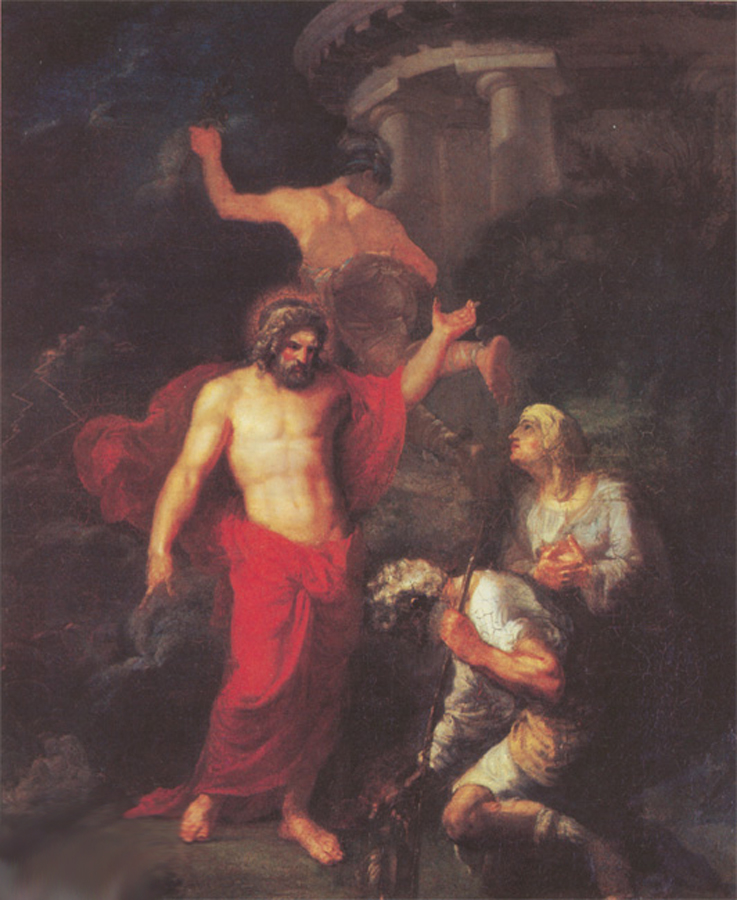
Юпитер и Меркурий, посещающие в виде странников Филемона и Бавкиду, 1802
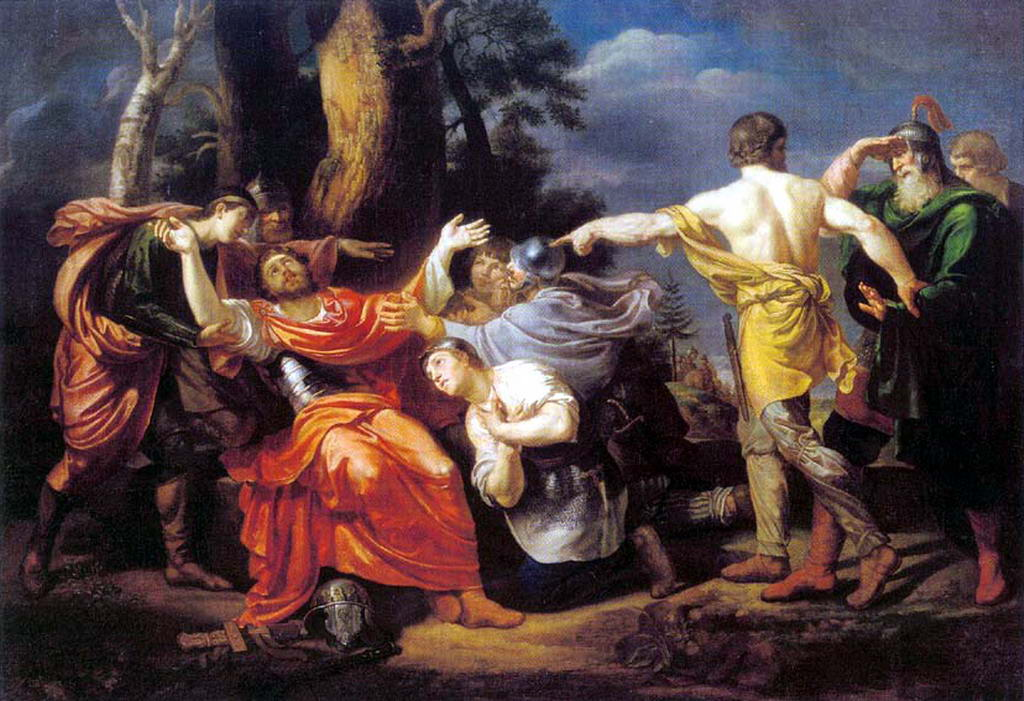
Дмитрий Донской на Куликовом поле, 1805

## Адреса в Санкт-Петербурге
- 1814 — май 1816 года — дом Е. Ф. Муравьёвой — набережная реки Фонтанки, 25;
- 1823 — лето 1828 года — Адмиралтейская набережная, 72, мастерская в правом крыле дворца Д. Н. Шереметева — набережная реки Фонтанки, 34.

## Память
- Улица Кипренского в Москве
- Улица Кипренского в Мартышкине (ныне — часть Ломоносова)
- Памятник Оресту Адамовичу Кипренскому в деревне Нежново Кингисеппского района Ленинградской области (открытие в 2017 году)[16][17]

## Современники о Кипренском
Орест Адамович Кипренский (1783—1836), профессор исторической живописи, один из самых лучших портретистов России, когда-либо существовавших, и достойный соперник лучших художников целой Европы. В Италии прозвали его «Русским Вандиком». Но это название не вполне характеризует и определяет нашего славного портретиста. Начав своё поприще под руководством Угрюмова с подражания своему учителю, он скоро обратился к Рубенсу и Рембрандту, стремясь слить обе кажущиеся противоположными их манеры, но скоро оставил их обоих и создал свой особенный стиль…
Портреты Кипренского рассеяны по всей Европе; укажем только на самые известнейшие его произведения. В Эрмитаже: «Садовник», или иначе «Молодой итальянский мальчик, лежащий на солнце в положении dolce far niente (сладостное ничегонеделание (итал.))» и так далее.
— Из книги «Живопись и живописцы главнейших европейских школ». — А. Н. Андреев, 1857